# Memecylon griffithianum
Memecylon griffithianum är en tvåhjärtbladig växtart som beskrevs av Charles Victor Naudin. Memecylon griffithianum ingår i släktet Memecylon och familjen Melastomataceae. Inga underarter finns listade i Catalogue of Life.